# 藤田潔
藤田 潔（ふじた きよし、1929年7月11日 - 2021年3月9日）は、日本のテレビプロデューサー、実業家。株式会社ビデオプロモーション取締役名誉会長。
愛媛県新居浜市出身。早稲田大学商学部卒業。

## 来歴
- 1953年 - ラジオ・テレヴィ・センター[2][3]入社。
- 1960年 - 総合広告会社ビデオプロモーション設立、社長に就任。
- 1963年 - 「鉄腕アトム」をアメリカの放送局NBCに売り込み、成功する。
- 1965年 - 深夜のバラエティニュース番組「11PM」を企画。
- 1976年 - TBSで放送された「マスターズ・トーナメント」の衛星生中継を仕掛けた。

「世界遺産」や「美の巨人たち」といった数々の名番組も企画している。
- 2000年 - 会長。
- 2009年 - 取締役名誉会長に就任。
- 2021年3月9日 - 老衰のため死去[4][5]。91歳没。

## 著作
- 『テレビ快男児－あの凄い番組をつくった男の50年』（プレジデント社／2009年）